# Křovinář sametový
Křovinář sametový (Bothrops atrox) je jeden z nejnebezpečnějších jedovatých hadů Jižní Ameriky. Patří do čeledi chřestýšovitých. Podobně jako většina jeho příbuzných je živorodý. V některých oblastech Jižní Ameriky jde o nejhojnějšího jedovatého hada a má na svědomí nejvíce uštknutí, která často končí smrtelně. Je znám pod domorodými jmény labaria (z portugalštiny) či šušupi (z indiánského jazyka tupí).

## Výskyt

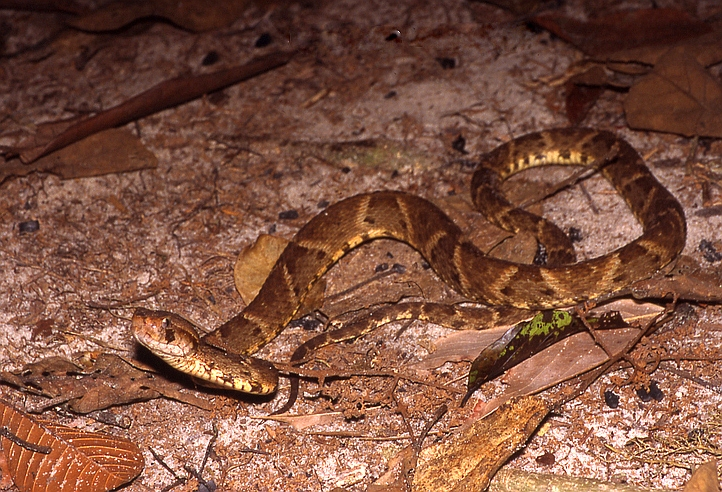

Tento had se vyskytuje v deštných pralesích severní poloviny Jižní Ameriky, zejména v oblasti Amazonie. Prostředí si příliš nevybírá a nevadí mu ani blízkost člověka. Jeho biotopem jsou deštné pralesy, ale také savany a plantáže, kde často přichází do styku s lidmi.
Vyskytuje se především na území států Venezuela, Surinam, Peru, Ekvádor a Brazílie

## Popis
Může dorůst délky až 150 cm. Jeho zbarvení je světle hnědé až šedé s tmavě hnědými až černými skvrnami, pruhy či mřížkovitou kresbou. Tato kresba slouží jako ochranné zbarvení a skvěle hada maskuje v jeho obvyklém prostředí – ve vrstvě spadaného listí pod pralesními stromy. Na zploštělé hlavě má typickou kresbu — dva černé proužky, které běží od každého oka ke koutku tlamy. Podobně jako ostatní křovináři (a na rozdíl od pravých chřestýšů) nemá vyvinuté chřestidlo.

## Chování
Je to noční druh. Den tráví v úkrytu či zahrabaný ve vrstvě spadaného listí, odkud po setmění vyráží za potravou. Živí se hlodavci a plazy, mláďata loví ještěrky a žáby. Podobně jako většina chřestýšovitých je i tento druh živorodý. Samice rodí až 30 mláďat, ovšem průměrně jich v jednom vrhu bývá kolem 15. Už od narození jsou nebezpečně jedovatá. Na rozdíl od dospělých, kteří jsou pozemní, mláďata dokáží šplhat po stromech, kde často loví svou potravu – drobné žabky.

## Jed
Jeho jed je hemotoxický, což znamená, že způsobuje rozklad červených krvinek. Jeho uštknutí končí pro člověka bez lékařské pomoci téměř vždy smrtelně a mrtvoly se po uštknutí velmi rychle rozkládají. I pokud uštknutý přežije, často dochází k úplné destrukci zasažené části těla (např. končetiny), která musí být amputována. Pro svou hojnost a častý výskyt na plantážích je patrně nejnebezpečnějším hadem Ameriky, který ročně způsobí nejvíce smrtelných uštknutí.